# أبو حذيفة بن المغيرة
أبو حذيفة مهشم بن المغيرة بن عبد الله بن عمر المخزومي القرشي أحد سادات بني مخزوم في الجاهلية، وھو الذي أشار بأن يضع الحجر الأسود أول من يدخل فی الكعبة، وكان باب الکعبة لاصقًا بالأرض، فقال أبو حذيفة بن المغيرة: «يا قوم، ارفعوا باب الكعبة حتى لا يدخل أحد إلا بسلم، فإنه لا يدخلها حينئذ الآن إلا ما أردتم، فإن جاء أحد ممن تكرهون، رميتم به فسقط، وصار نكالًا لمن يراه.»
فلما انتهوا إلى حيث يوضع الحجر الأسود من البيت، قالت كل قبيلة: «نحن أحق بوضعه»، واختلفوا حتى خافوا القتال. ثم جعلوا بينهم أول من يدخل من باب بني شيبة فيكون هو الذي يضعه، وقالوا: «رضينا وسلمنا»، فكان رسول الله ﷺ أول من دخل من باب بني شيبة، فلما رأوه قالوا: «هذا الأمين، قد رضينا بما قضى بيننا»، ثم أخبروه الخبر فوضع رسول الله صلى الله عليه وسلم رداءه وبسطه في الأرض، ثم وضع الركن فيه، ثم قال: ليأت من كل ربع من أرباع قريش رجل، فكان في ربع بني عبد مناف عتبة بن ربيعة، وكان في الربع الثاني أبو زمعة، وكان في الربع الثالث أبو حذيفة بن المغيرة، وكان في الربع الرابع قيس بن عدي.

## نسبه
- هو مهشم بن المغيرة بن عبد الله بن عُمَر بن مخزوم بن يقظة بن مرة بن كعب بن لؤي بن غالب  بن فهر بن مالك بن قريش بن كنانة بن خزيمة بن مدركة بن إلياس بن مُضَر المخزومي القرشي الكناني يُكَنى بأبي حذيفة وقد غلبت كُنَيته على اسمه فاشتهر وعرف بها.[3]
- أمه هي ريطة بنت سعيد بن سهم بن عمرو بن هصيص بن كعب بن لؤي بن غالب القرشية.[4]